# Кариби (група народів)
Кари́би — група індіанських племен Південної Америки, які переважно мешкають в зоні тропічних лісів і саван на півночі від річки Амазонки (у Венесуелі, Колумбії, Бразилії, Гондурасі, Гаяні та інших країнах). Відносяться до американської раси великої монголоїдної раси. До початку XX століття внаслідок масового винищення іспанськими і португальськими колонізаторами чисельність карибів значно зменшилася. За приблизними даними, вона становить близько 100—150 тисяч осіб.
Мови карибів складають окрему жепано-карибську мовну сім'ю і поділяються на:
- північні, що включають підгрупи:
  - прибережну (юпа, вимерлі кариби венесуельського узбережжя);
  - західно-гвіанську (ябарана, панаре);
  - західно-східну (пемон, вай-вай, макуші, тірійо, акавайо, уаяна, мотілони, омагуа та інші);
  - північно-бразильську (дрібні групи в штаті Пара на південь від Амазонки);
- південні, що включають підгрупи:
  - південно-гвіанську (варікяна та інші дрібні родинні групи, макірітаре);
  - верхів'їв Шінгу (шінгуано, куікуру, калапало, нахукуа, тшікао).

Центром розселення карибів (від III-го тисячоліття до нашої ери), ймовірно, була Гвіана. У XIV—XVII століттях кариби Атлантичного узбережжя стали переселятися на Малі Антильські острови, сприйнявши мову араваків.
Традиційні заняття — ручне підсічно-вогневе землеробство (головна культура — гіркий маніок), рибальство (за допомогою отрути). Розвинені художнє плетіння (геометризовані зооморфні зображення), виготовлення виробів з бісеру (святкові жіночі фартухи та інше), гамаків, довбаних човнів, різьблення по дереву (лави для шаманів і вождів із зображеннями тварин).
Поселення — великий будинок-малока або кілька жител для великих сімей навколо чоловічого будинку.
Для міфології характерні сюжети про близнюків, виловлювання жінок з річки, де вони плавали у вигляді риб, і інше. Поширені ініціації хлопчиків.